# 渡島當別車站
渡島當別站（日语：〔〕／〔〕 Oshima-tōbetsu eki */?）是道南漁火鐵道的鐵路車站，位於北海道北斗市當別，現為無人站。
名稱中「渡島」來自於舊國名「渡島国」，「当別」源於阿伊努語的「to-un-pet」（有湖的河川）或「to-pet」（來自湖的河川）。

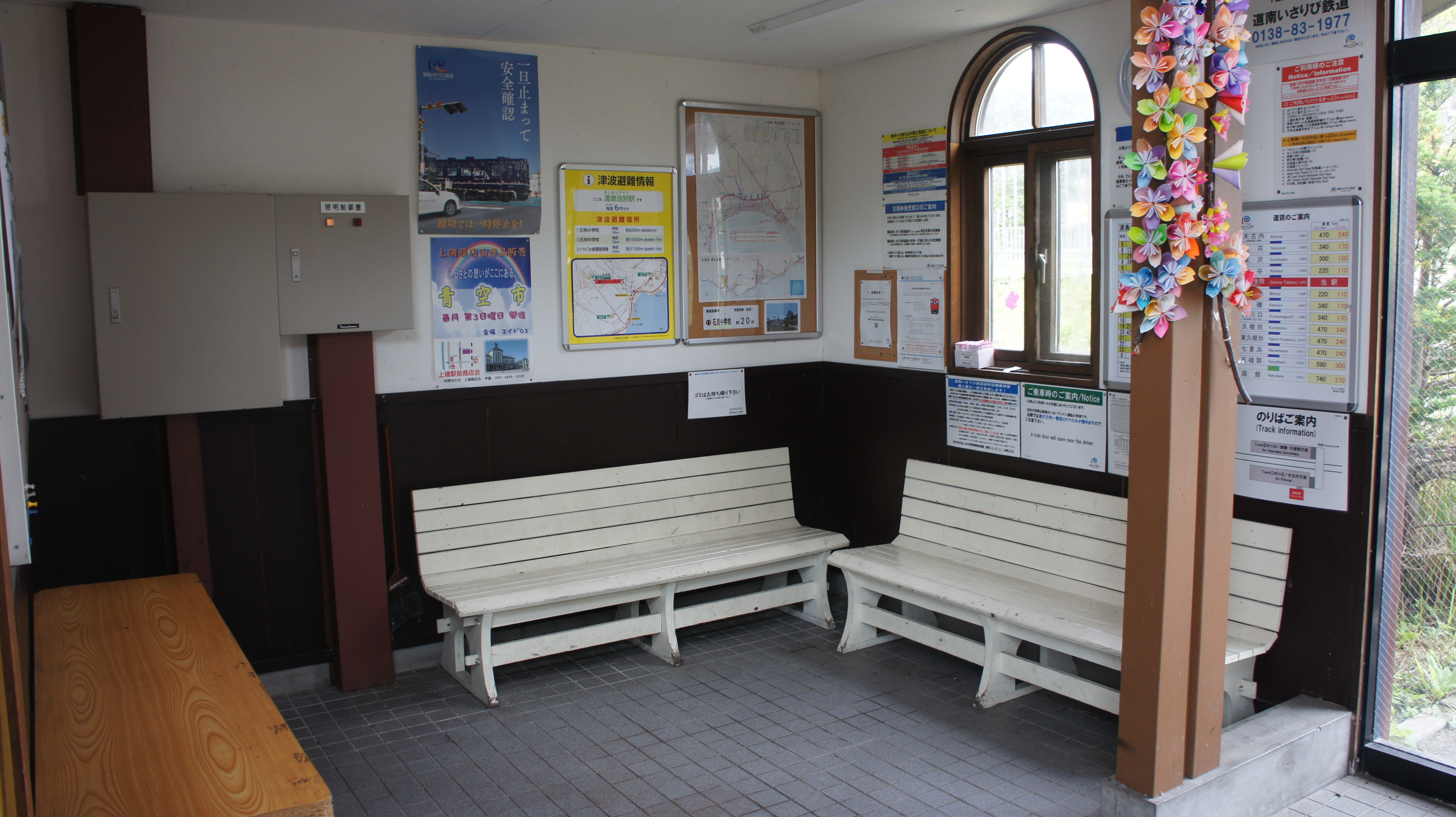
候車室（2018年6月）

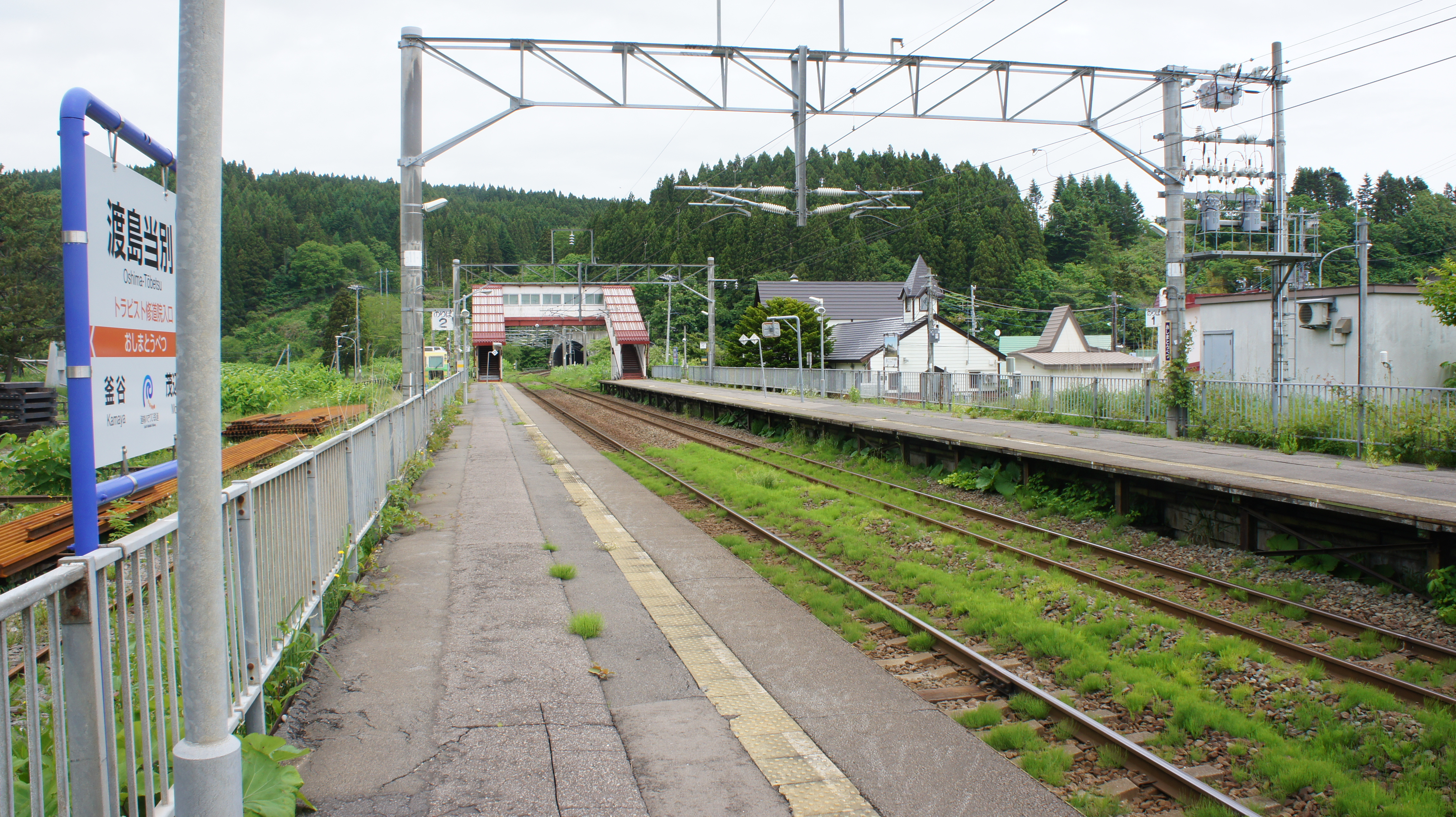
月臺（2018年6月）

## 歷史
- 1930年（昭和5年）10月25日：作為日本鐵道省上磯線一般站開業。
- 1936年（昭和11年）11月10日：上磯線改名為江差線。
- 1949年（昭和24年）6月1日：執行國鐵法，該站由國鐵（JNR）繼承。
- 1970年（昭和45年）12月12日：取消貨物裝卸。
- 1984年（昭和59年）2月1日：停止行李處理。
- 1987年（昭和62年）4月1日：國鐵分割民營化，由北海道旅客鐵道（JR北海道）繼承。
- 2016年（平成28年）3月26日：因北海道新幹線開始營運，移交給第三部門鐵道業者道南漁火鐵道營運，同時加入副站名「特拉普斯特修道院入口」（トラピスト修道院入口）。

## 車站構造
渡島當別車站為2面2線、側式月台的地面車站，兩月臺之間有天橋連接。無人站，站房為西式木造尖頂建築，裝有花窗玻璃，內有渡島當別郵局。

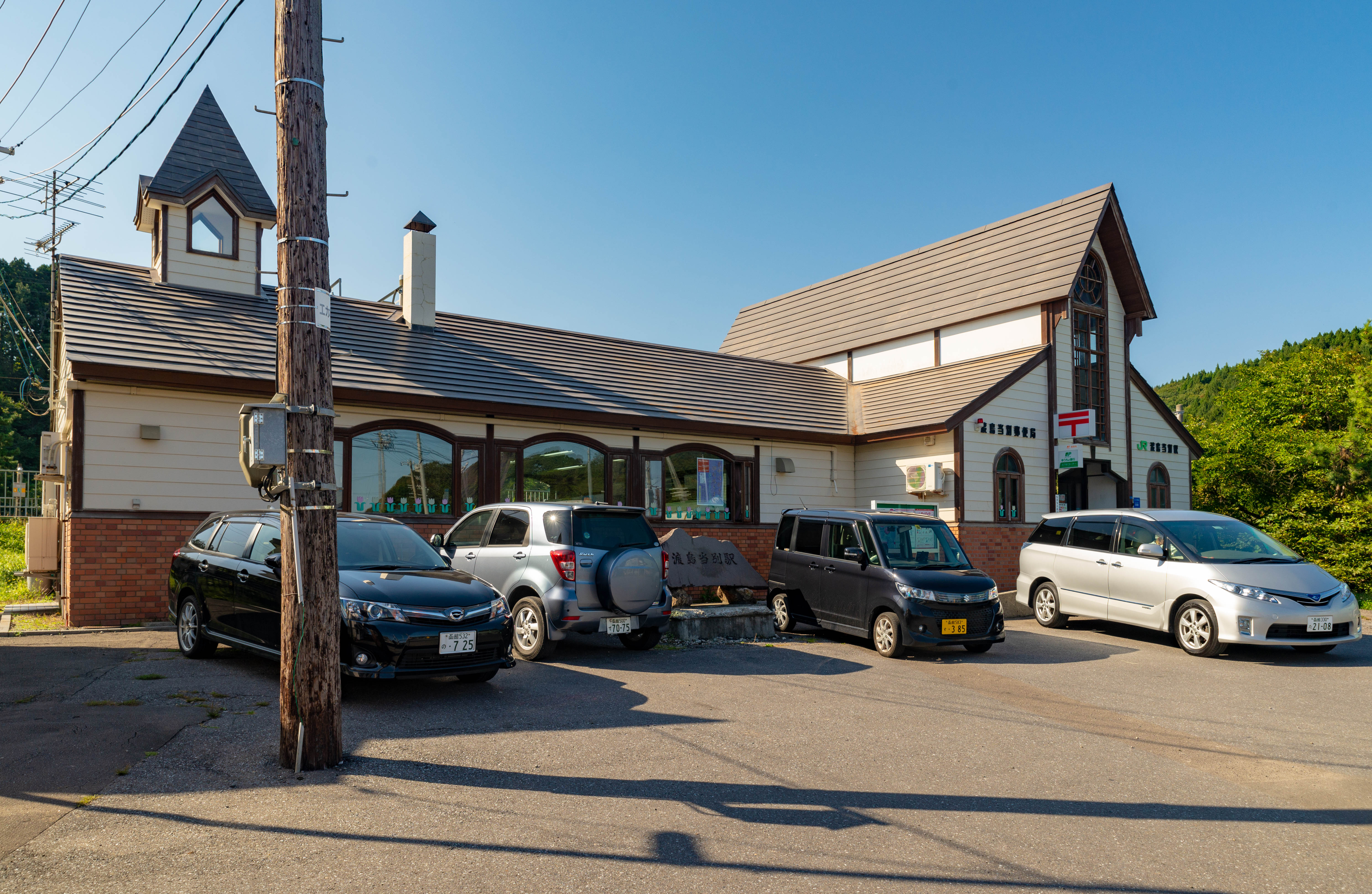
仍屬JR北海道時的站房（2014年9月）

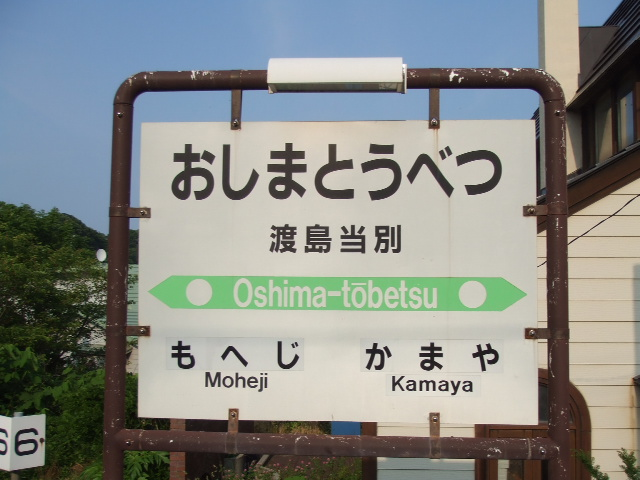
JR北海道時所採用的站名牌（2007年6月）

### 月台配置
| 月台 | 路線            | 目的地         |
| ---- | --------------- | -------------- |
| 1    | ■道南漁火鐵道線 | 木古內方向     |
| 2    | ■道南漁火鐵道線 | 上磯、函館方向 |

## 車站周邊
- 國道228號
- 函館中央警察局當別派出所
- 渡島當別郵局
- 北斗市立石別小學
- 北斗市立石別中学
- 男爵博物館
- 特拉普斯特修道院（日语：トラピスト修道院），正式的名稱為「燈塔之聖母苦修會大修道院」
- 葛登支岬燈塔
- 函館巴士“渡島當別站前”站

## 相鄰車站
道南漁火鐵道
■道南漁火鐵道線
茂邊地（sh06）－渡島當別（sh05）－釜谷（sh04）

## 外部連結
- 道南漁火鐵道渡島當別站公式網頁。 （页面存档备份，存于）（日語）